# فولفراتسهاوزر فورست
بَلْدَة ڤولفراتسهاوزر فورست (بالأَلمانِيَّة: Gemeindefreies Wolfratshauser Forst) هي بَلدَة أَلمانِيَّة فِي المَجَال الإِدَارِيِّ الحُرَّ؛ تَشمَل أَجِزاء مِنها محمِيَّات طَبِيعِيَّة وغَابَات. تَقعُ ڤولفراتسهاوزر فورست في مِنْطَقَة باد تولتس ڤولفراتسهاوزن التَّابِعة لمُحافظة باڤارِيا العُليَا في وِلاَية باڤارِيا في جُمهُوريَّة أَلمَانيَا الاِتّحاديّة. بمِساحة تُقَدَّر بحَوالَي 3 كم².

## مَراجع
1. ↑   https://www.destatis.de/DE/Themen/Laender-Regionen/Regionales/Gemeindeverzeichnis/Administrativ/Archiv/GVAuszugQ/AuszugGV2QAktuell.html;jsessionid=021FAC20D4A031F2419D02DD20F29D20.internet8732,. {{استشهاد ويب}}: |url= بحاجة لعنوان (مساعدة) والوسيط |title= غير موجود أو فارغ (من ويكي بيانات) (مساعدة)
2. ↑   https://www.destatis.de/DE/Themen/Laender-Regionen/Regionales/Gemeindeverzeichnis/Administrativ/Archiv/GVAuszugQ/AuszugGV1QAktuell.xlsx?__blob=publicationFile. {{استشهاد ويب}}: |url= بحاجة لعنوان (مساعدة) والوسيط |title= غير موجود أو فارغ (من ويكي بيانات) (مساعدة)
3. ↑  "معلومات عن فولفراتسهاوزر فورست على موقع openstreetmap.org". openstreetmap.org. مؤرشف من الأصل في 2017-11-17.
4. ↑  "معلومات عن فولفراتسهاوزر فورست على موقع bavarikon.de". bavarikon.de. مؤرشف من الأصل في 2019-12-11.